# بارك جي سونغ
بارك جي سونغ (بالكورية: 박지성)، من مواليد 25 فبراير 1981 في سيؤول في كوريا الجنوبية، لاعب كرة قدم كوري جنوبي سابق.
بدأ مسيرته الكروية مع نادي كيوتو بوربل سانغا في عام 2000، ولعب معهم حتى عام 2003، وشارك معهم في 76 مباراة وسجل 11 هدف، وفي عام 2003 انتقل إلى نادي بي أس في آيندهوفن الهولندي، ولعب معهم حتى عام 2005، وشارك معهم في 64 مباراة وسجل 13 هدف. لعب مع نادي مانشستر يونايتد الإنجليزي من عام 2005 إلى 2012. انتقل في يوليو 2012 إلى فريق كوينز بارك رينجرز لمدة عامين، في عام 2013 عاد إلى بي أس في آيندهوفن الهولندي على سبيل الإعارة لموسم واحد قبل أن يعلن اعتزاله في عام 2014.
و قد بدأ باللعب مع منتخب كوريا الجنوبية لكرة القدم في عام 2001 لكنه أنهي مسيرته الدولية في 2011 بعد نهاية كأس آسيا 2011.

## روابط خارجية
- بارك جي سونغ على موقع الاتحاد الدولي (مؤرشف)  (الإنجليزية)
- بارك جي سونغ على موقع الاتحاد الأوربي (الإنجليزية)
- بارك جي سونغ على موقع رابطة كرة القدم اليابانية للمحترفين (اليابانية)
- بارك جي سونغ على موقع قاعدة بيانات كرة القدم.إي يو (الإنجليزية)
- بارك جي سونغ على موقع ليكيب (الفرنسية)
- بارك جي سونغ على موقع ناشيونال فوتبول تيمز (الإنجليزية)
- بارك جي سونغ على موقع Soccerbase.com (لاعب) (الإنجليزية)
- بارك جي سونغ على موقع Soccerway.com (الإنجليزية)
- بارك جي سونغ على موقع عالم كرة القدم.نت (الإنجليزية)
- بارك جي سونغ على موقع أوليمبيديا (الإنجليزية)